# Pierre-Jean de Smet
Pierre-Jean De Smet (Dendermonde, en lo que ahora es Bélgica, 30 de enero de 1801 – San Luis, Misuri, Estados Unidos, 23 de mayo de 1873), también conocido como Pieter-Jan De Smet, fue un sacerdote católico nacido en el municipio flamenco de Dendermonde en la parte de los Países Bajos que hoy es Bélgica. Se trasladó a los Estados Unidos y se convirtió, a mediados del siglo XIX, en el hombre blanco de más confianza para la población nativa. 
Llegó a América en 1821, y comenzó su noviciado en White Marsh, Maryland, un centro jesuita cerca de Baltimore. Posteriormente le trasladaron a Florissant (Misuri), donde fue ordenado el 23 de septiembre de 1827. Desde 1824 a 1830 aprendió costumbres indias y otras informaciones útiles mientras era prefecto en el Saint Regis Seminary.
De 1833 a 1837 regresó a la recién separada Bélgica, debido a problemas de salud. Cuando volvió a los Estados Unidos, estuvo ocupado reclutando hombres, provisiones y dinero para la misión de Misuri. Sus viajes hacia el oeste le permitieron pasar buena parte de su vida explorando y organizando misiones, especialmente entre los Flatheads.
Una de las exploraciones más largas de De Smet empezó en agosto de 1845. Salió del lago Pend Oreille, en Idaho, y cruzó el país hasta el valle del río Kootenay. Desde ahí, remontó el valle, llegando hasta la fuente del río Columbia. Después atravesó parte del valle, siguió el Sinclair Pass, volvió a cruzar el río Kootenay y, por el White Man’s Pass, alcanzó el valle del río Bow (aproximadamente, en la actual Canmore, en Alberta (Canadá). Desde ahí se dirigió hacia el norte, a Rocky Mountain House. Para entonces estaban en el mes de octubre, y había cumplido con una de sus metas: encontrarse con las tribus de la región, los cree, chippewa y pies negros. A finales de octubre, De Smet viajó en dirección este a la busca de más nativos. Tuvo fortuna y logró encontrar el camino de regreso hasta Rocky Mountain House, y desde ahí, fue guiado a Fort Edmonton, donde pasó el invierno de 1845-46.
En la primavera De Smet hizo el viaje de retorno, durante el cual, con grandes penurias, alcanzó el río Columbia y Fort Vancouver. Volvió a su misión en Sainte-Marie en el río Bitterroot, y después volvió a San Luis. Su época como misionero en las Montañas Rocosas había finalizado.
En sus últimos años, se dedicó a las misiones que había ayudado a establecer y fundar. Quizás su mejor momento tuvo lugar en 1868, cuando con un pequeño grupo entró en el campamento de Toro Sentado y le persuadió para que aceptase el tratado de Fort Rice.
De Smet está enterrado en Florissant. En su honor, varias localidades tienen como nombre su apellido: De Smet, en Dakota del Sur; DeSmet, en Montana; y Desmet, en Idaho.